# Dywizja Krakowska

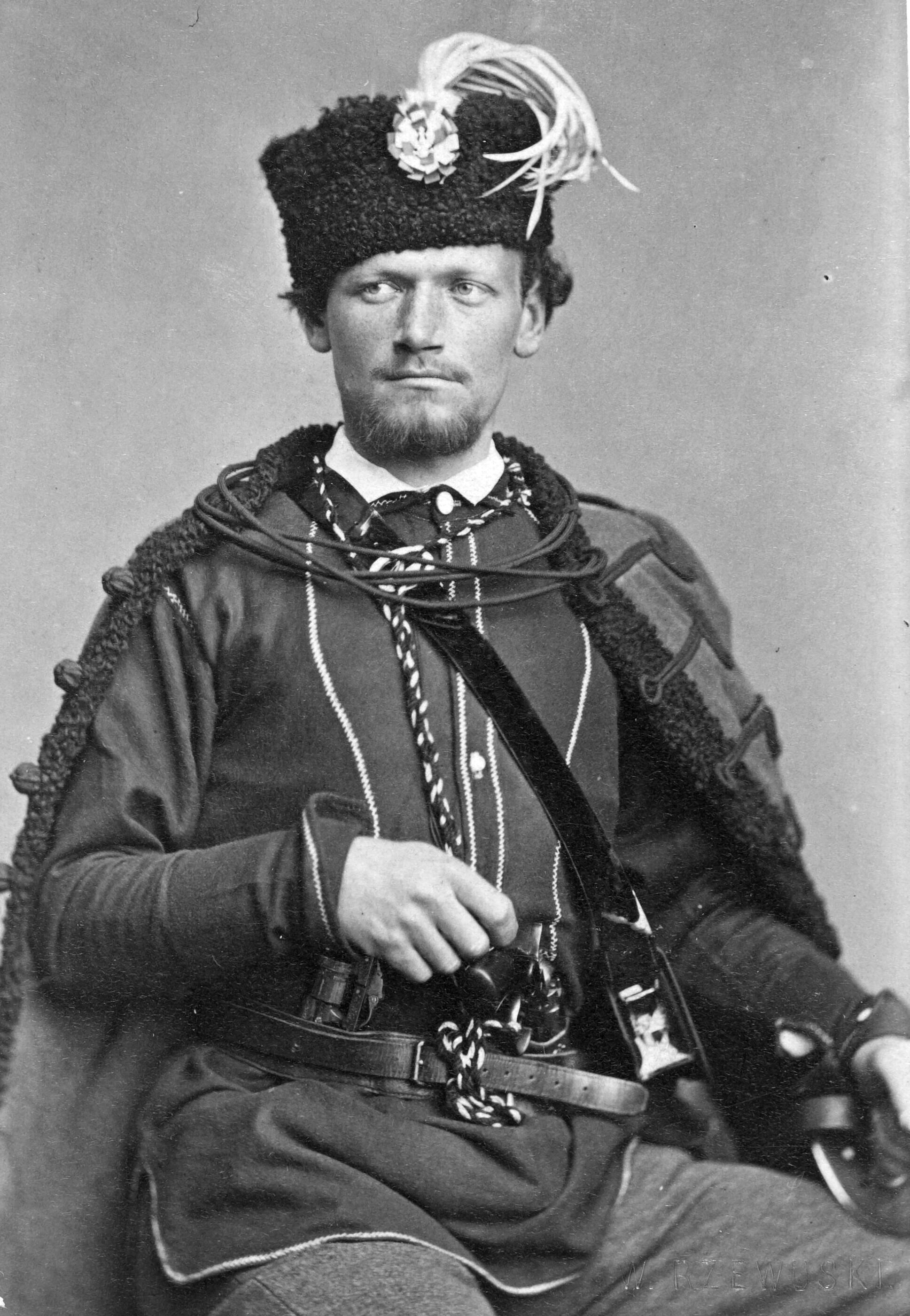
Apolinary Kurowski herbu Nałęcz

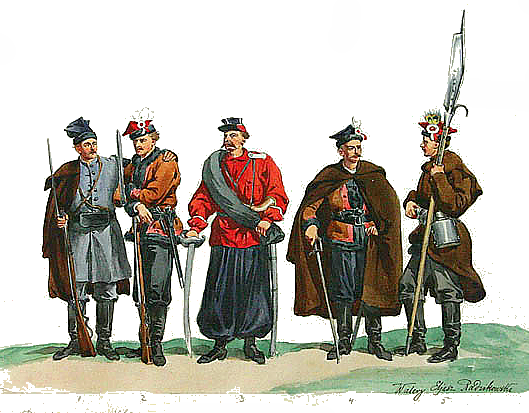
Piechota powstania styczniowego

Dywizja Krakowska – wielka jednostka piechoty polskiej okresu powstania styczniowego. Wchodziła w skład II Korpusu (Krakowskiego).
Siła dywizji krakowskiej wynosiła około 2500 ludzi.

## Dowódcy
- płk Apolinary Kurowski h. Nałęcz,
- mjr Ludwik Zwierzdowski h. Topór.

## Skład

### Pułk Kielecki (im. Chmieleńskiego)
Dowódca mjr Julian Rosenbach
- 1 i 2 batalion piechoty (8 kompanii i 2 plutony rakietników),
- batalion kosynierów kieleckich (4 kompanie),
- batalion rezerwowy kielecki (4 kompanie i pluton rakietników).

### Pułk Miechowski
Dowódca ppłk Bogdan
- 3 i 4 batalion piechoty (8 kompanii i 2 plutony rakietników),
- batalion kosynierów miechowskich (4 kompanie),
- batalion rezerwowy miechowski (4 kompanie i pluton rakietników).

### Pułk Stopnicki
Dowódca ppłk Karol Kalita-Rębajło

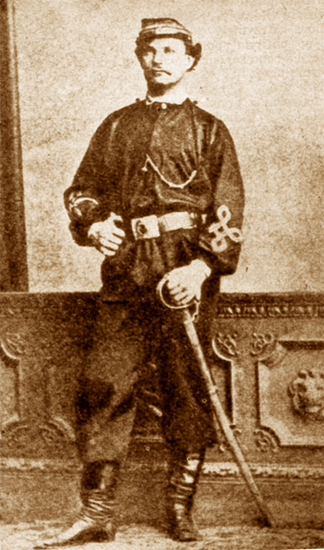
Płk Karol Kalita-Rębajło

- 5 i 6 batalion piechoty (8 kompanii i 2 plutony rakietników),
- batalion kosynierów stopnickich (4 kompanie),
- batalion rezerwowy stopnicki (4 kompanie i pluton rakietników).

### Pułk Olkuski
Dowódca mjr Andrzej Denisewicz
- 7 i 8 batalion piechoty (8 kompanii i 2 plutony rakietników),
- batalion kosynierów olkuskich (4 kompanie),
- batalion rezerwowy olkuski (4 kompanie i pluton rakietników).

### Kawaleria dywizji
Dowódca mjr Solbach
- 4 szwadrony liniowe,
- 4 szwadrony rezerwowe

### Artyleria dywizji
Dowódca NN
- pluton dwudziałowy